# Yō Uematsu
Yō Uematsu (上松 瑛 Uematsu Yō?, Kioto, 12 de septiembre de 1991) es un futbolista japonés que juega como centrocampista en el Briobecca Urayasu.

## Trayectoria

### Clubes
| Club              | País  | Año       |
| ----------------- | ----- | --------- |
| Briobecca Urayasu | Japón | 2014-2017 |
| Gainare Tottori   | Japón | 2018-2020 |
| Briobecca Urayasu | Japón | 2021-     |